# Projekt 1134 Berkut
Projekt 1134 Berkut (ryska: Беркут (kungsörn), NATO-rapporteringsnamn Kresta I-klass) är en kryssarklass byggd i Sovjetunionen under 1960-talet.

## Historia
30 december 1961 beslutade Sovjetunionens ministerråd att en ny klass kryssare skulle byggas för att ersätta kryssarna i klassen Projekt 58 som egentligen var för små för den beväpning de bar. Berkut-klassen var större, mer sjövärdiga och hade längre räckvidd, men bara fyra fartyg hann byggas innan produktionen 1966 ställdes om till den reviderade designen Projekt 1134A Berkut-A som var optimerad för ubåtsjakt snarare än ytstrid.
Det berodde på två saker; För det första hade Berkut-klassens vapensystem redan börjat bli omoderna. P-35 Progress var på väg att ersättas av P-500 Bazalt, M-1 Volna med M-11 Sjtorm och 57 mm-pjäserna var för klena för att kunna användas som allmålskanoner. Dessa brister skulle komma att åtgärdas med den redan planerade Projekt 1164 Atlant. För det andra så ledde hotet från amerikanska Polaris-bestyckade ubåtar till att behovet av kvalificerade ubåtsjaktfartyg var större än av renodlade ytstridsfartyg.
De fyra fartyg som redan påbörjats färdigställdes enligt den ursprungliga designen och tjänstgjorde i norra flottan (Admiral Zozulja och Vitse-admiral Drozd) och stillahavsflottan (Vladivostok och Sevastopol) fram till att de avrustades och skrotades i samband med Sovjetunionens fall. Vitse-admiral Drozd blev dock aldrig skrotad utan sjönk i mars 1992 på väg till skrotningen.